# Ford Crown Victoria
Der Ford Crown Victoria ist ein Automodell der US-amerikanischen Automobilherstellers Ford, das von Anfang 1992 bis Sommer 2011 auf dem nordamerikanischen Markt in der sogenannten Full-Size-Kategorie angeboten wurde. Im Gegensatz zu seinem Hauptkonkurrenten, dem Chevrolet Impala, der vor allem in Nordamerika verkauft wurde, wurde der Crown Victoria zusätzlich auf verschiedenen Märkten wie dem Nahen Osten angeboten.
Crown Victoria ist eine traditionelle Ford-Modellbezeichnung, deren Ursprünge bis in die 1950er Jahre zurückgehen. Seit 1996 waren Fahrzeuge des Typs Crown Victoria auch im Nahen Osten erhältlich.
In Kanada war das Modell ab 2000 nur noch als Flotten- und Polizeifahrzeug erhältlich. Auch in den USA wurde der Crown Victoria seit Ende 2007 nicht mehr an Privatpersonen verkauft.

## Modellgeschichte
Bei den Ausführungen von 1982 bis 1991 (offiziell LTD Crown Victoria genannt) handelte es sich um die Fortführung des 1978 eingeführten Ford LTD; seit 1980 führte das LTD-Spitzenmodell den Beinamen Crown Victoria, der Name wurde dann auf die gesamte Modellreihe ausgeweitet, um sie vom neuen, kleineren LTD abzugrenzen, einer Limousine auf Basis des Ford Fairmont.
Nachdem General Motors die Produktion seiner Full-Size-Modelle Chevrolet Caprice, Buick Roadmaster und andere 1996 aufgrund sinkender Absätze und der erhöhten Nachfrage nach Vans und Trucks (Pickups und SUVs) in den USA eingestellt hatte, verblieben der sogenannte Crown Vic und das Parallelmodell Mercury Grand Marquis als die letzten US-Full-Size-Modelle nach klassischem amerikanischen Vorbild (Hinterradantrieb, Starrachse hinten, Platz für 6 Personen), die nicht unter Premium-Marken (Cadillac, Lincoln) verkauft wurden. Das zeigte sich auch am seinerzeit relativ günstigen Basispreis von 25.445 US-Dollar (März 2007).

## Crown Victoria (1992–1997)
1991 wurde der Crown Victoria (die Bezeichnung „LTD“ entfiel) für das Modelljahr 1992 vorgestellt. Dieser ist auf einem Kastenrahmen aufgebaut. Um kurze Standzeiten nach Kollisionen oder größeren Reparaturen gewährleisten zu können, wurde dieser so konstruiert, dass der komplette Vorderbau samt Motor und Achse in kurzer Zeit ausgetauscht werden kann. Dementsprechend sind die Kotflügel verschraubt anstatt verschweißt. Das Kofferraumvolumen ist bauartbedingt durch Hinterachse und Benzintank eingeschränkt. Der Sicherheit dient die serienmäßige elektronische Sperrung der Zündung nach einer Kollision. Erweist sich das Fahrzeug danach noch als fahrbereit, kann das System durch einen entsprechenden Schalter im Kofferraum deaktiviert werden.
Erhältlich war nur eine Motorvariante. Ursprünglich leistete sie 202 PS (150,6 kW), mit einer optionalen Doppelauspuffanlage 212 PS (158,1 kW). Entsprechend seinem Hauptverwendungszweck wurde der Crown Victoria als echter Sechssitzer ausgelegt und daher mit einer Sitzbank vorn (bei gehobenen Modellen zweigeteilt, elektrisch verstellbar und mit abklappbarer Mittelarmlehne) ausgestattet. Daraus ergab sich die Bedienung der serienmäßigen Dreistufen-Automatik mittels Lenkradschaltung.
Der Crown Victoria war deutlich aerodynamischer gestaltet als sein Vorgänger LTD mit optischen Anleihen vom populären Ford Taurus. So erhielt er ein ähnliches Dach mit vier Seitenscheiben und anstelle eines Kühlergrills einen schmalen Lufteinlass zwischen Motorhaube und Stoßfänger. Das Karosseriedesign wurde nicht gut aufgenommen. Obwohl der größte Teil der Produktion an Flottenkunden ging (Polizei, Feuerwehr und andere Behörden, vor allem aber Taxibetriebe) war das Fahrzeug lange Zeit auch für Privatkunden erhältlich. Es gab verschiedene Ausführungen. Die Topversion trug im ersten Modelljahr die Bezeichnung  Touring Sedan, danach LX. Sie umfasste serienmäßig den 212-PS-Motor, breitere Reifen auf Alu-Felgen, Luftfederung für die Hinterachse, Lederausstattung, Frontscheibenheizung, farblich von der Karosserie abgesetzte Kunststoffteile, Fords exklusives Zugangssystem mit Zahlencode für die Fahrertür und viele weitere Komfortmerkmale. Anstelle der Klimaanlage war auch eine Klimaautomatik erhältlich. Einen Airbag gab es anfangs nur auf der Fahrerseite.
1993 folgte ein leichtes Facelift, mit dem auf die Kritik am Design reagiert wurde. Es umfasste einen schmalen Kunststoff-Kühlergrill zwischen den Scheinwerfern, wodurch die seinerzeit aktuelle Designlinie der Ford-Modelle betont wurde.

1995 wurde die seidenglanzverchromte Zierleiste unterhalb des Kofferraumdeckels durch einen roten Reflektorstreifen an der Unterkante ergänzt. Die Heckleuchteneinheiten wurden größer dimensioniert und beidseitig mit sanftem Schwung zur Aussparung für das Nummernschild geführt, wobei der innere Teil nur reflektierte, aber nicht beleuchtet wurde.

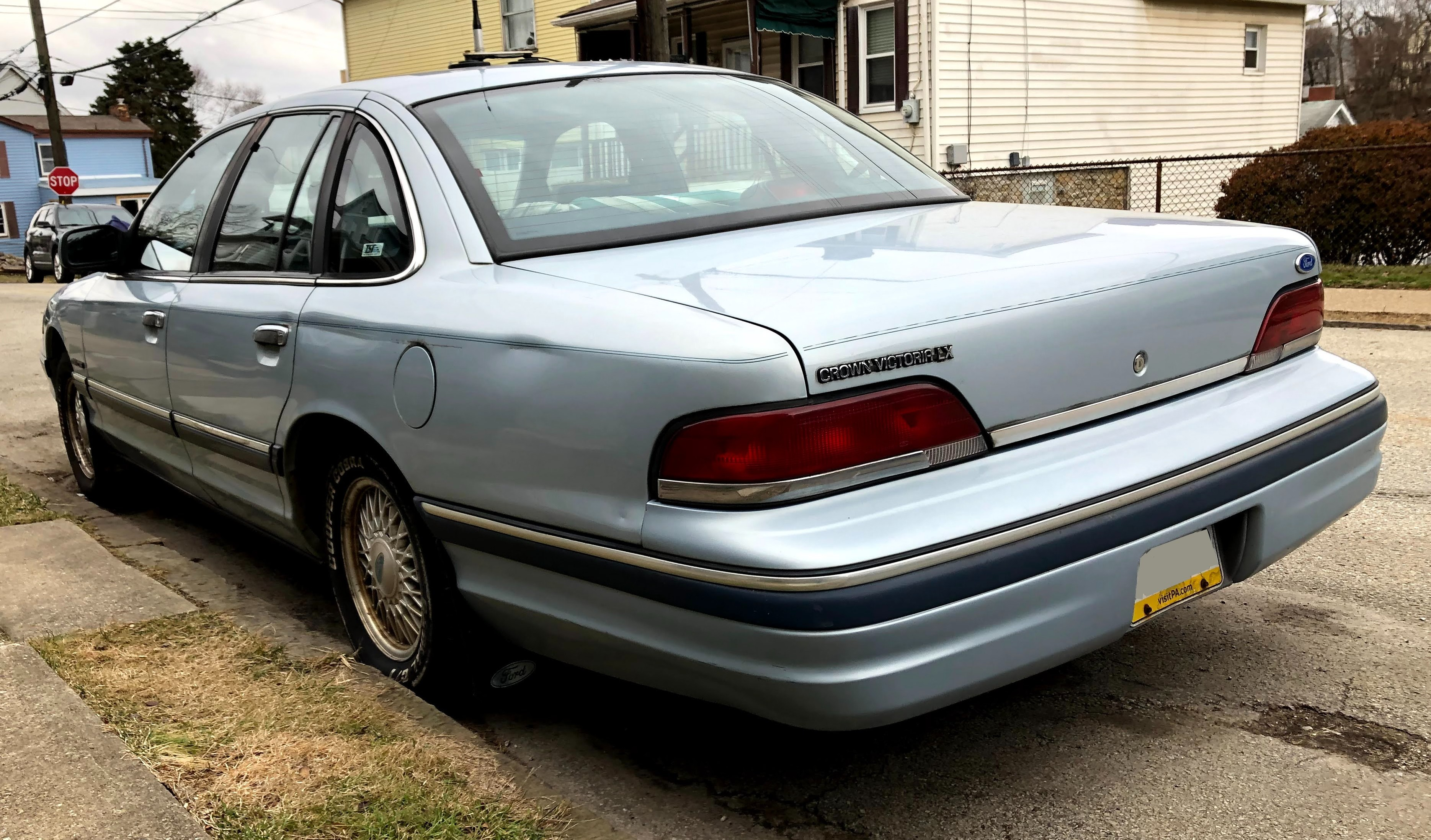
Heckansicht
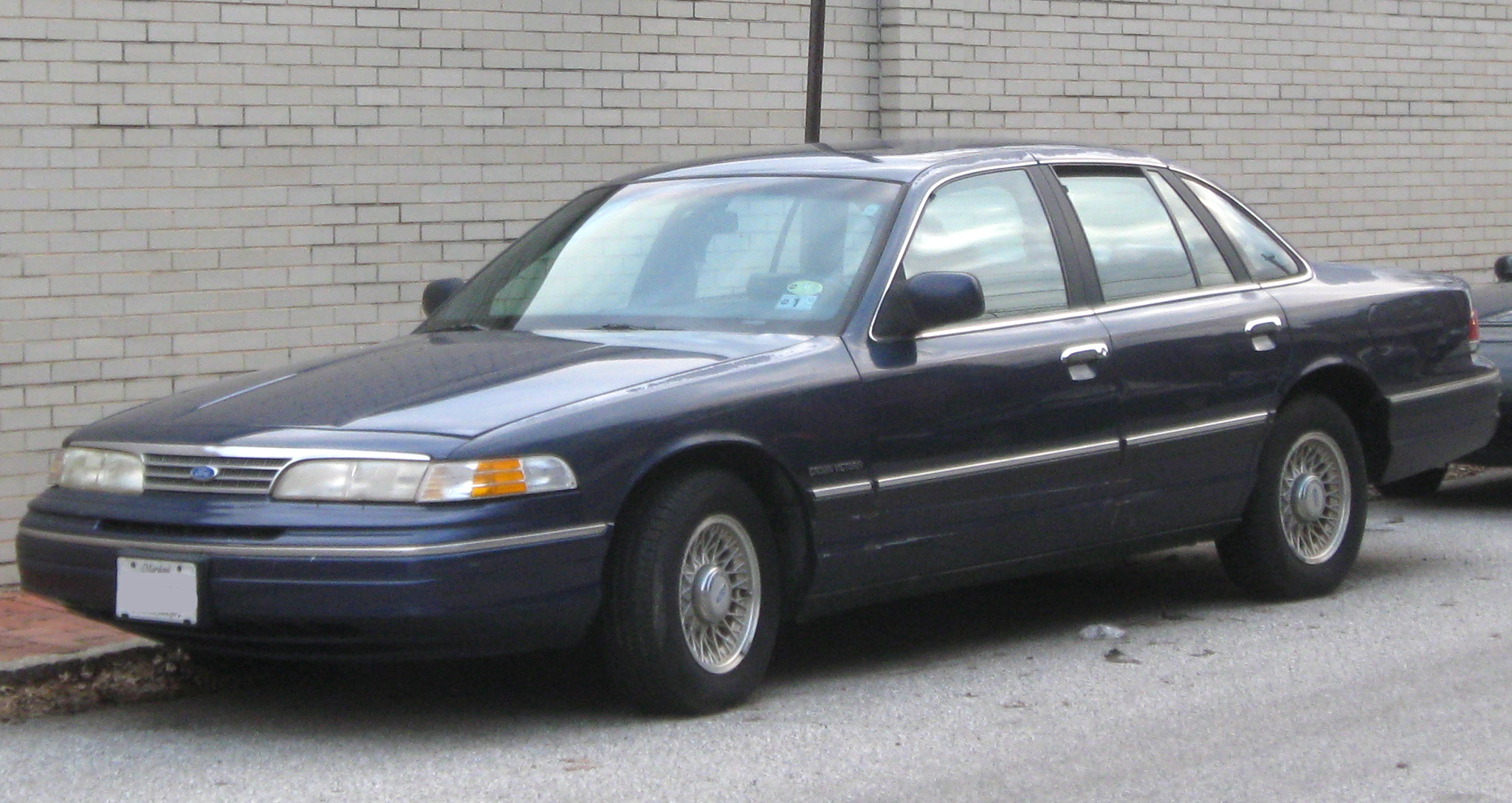
Ford Crown Victoria (1993–1995)
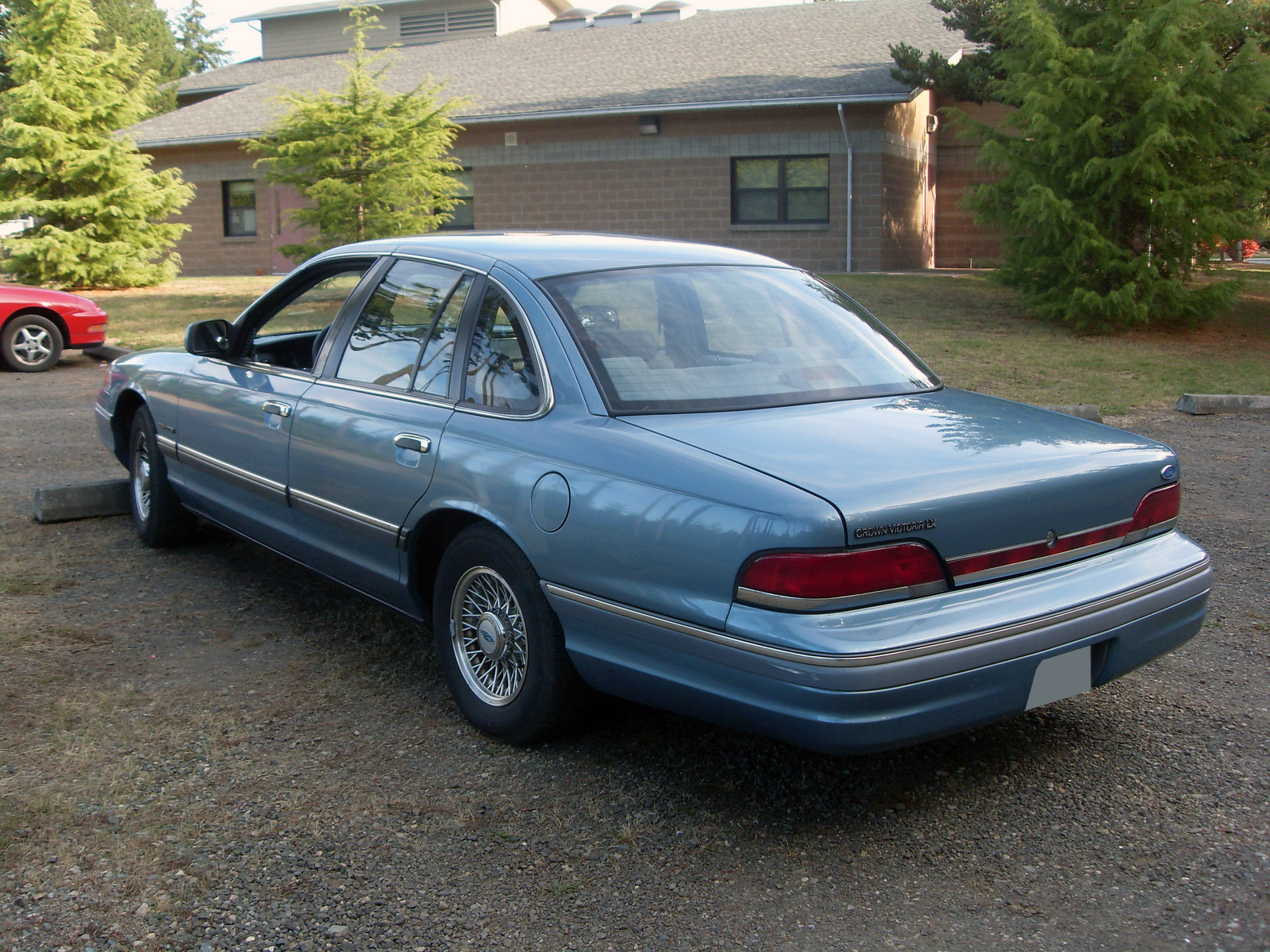
Heckansicht
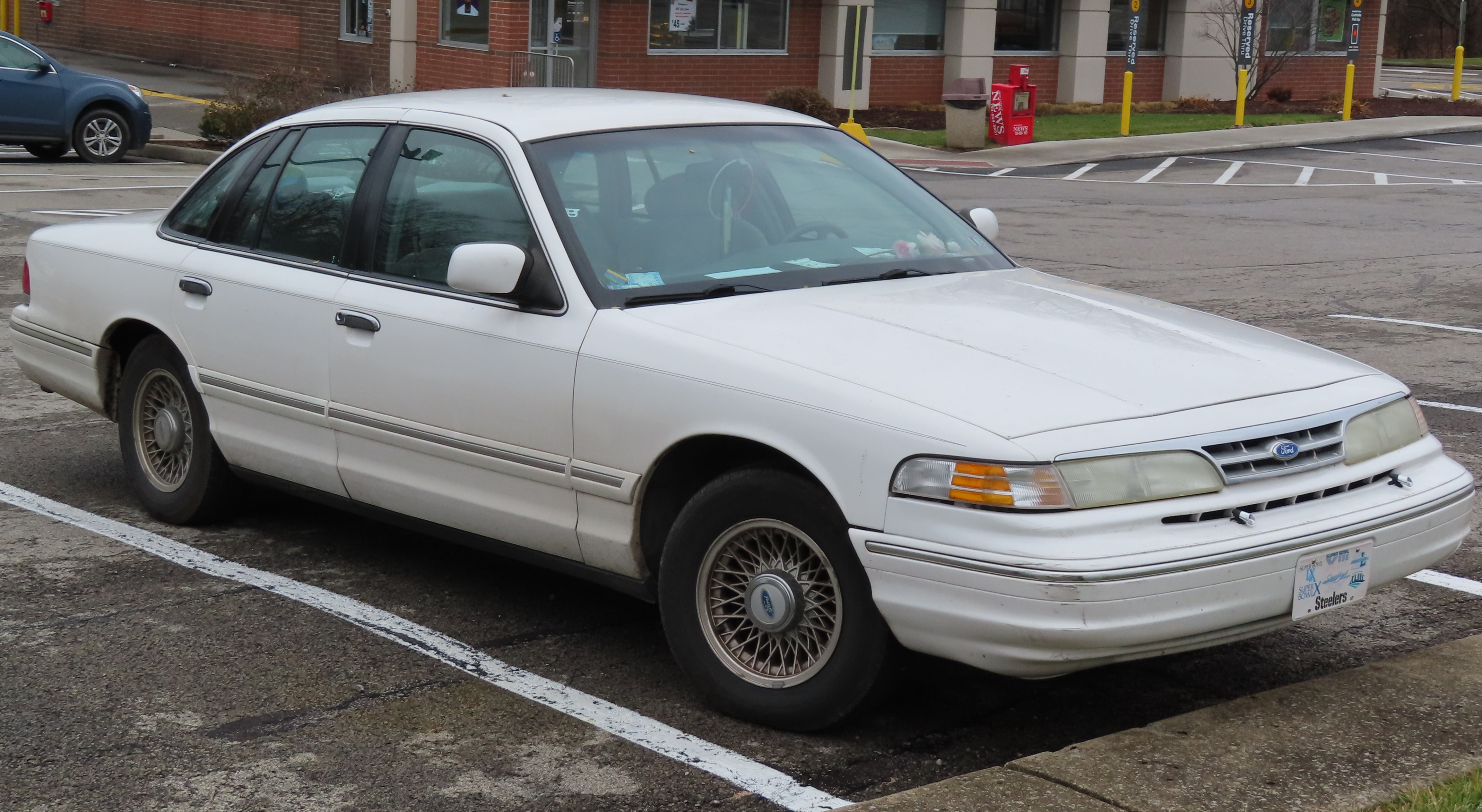
Ford Crown Victoria (1995–1997)
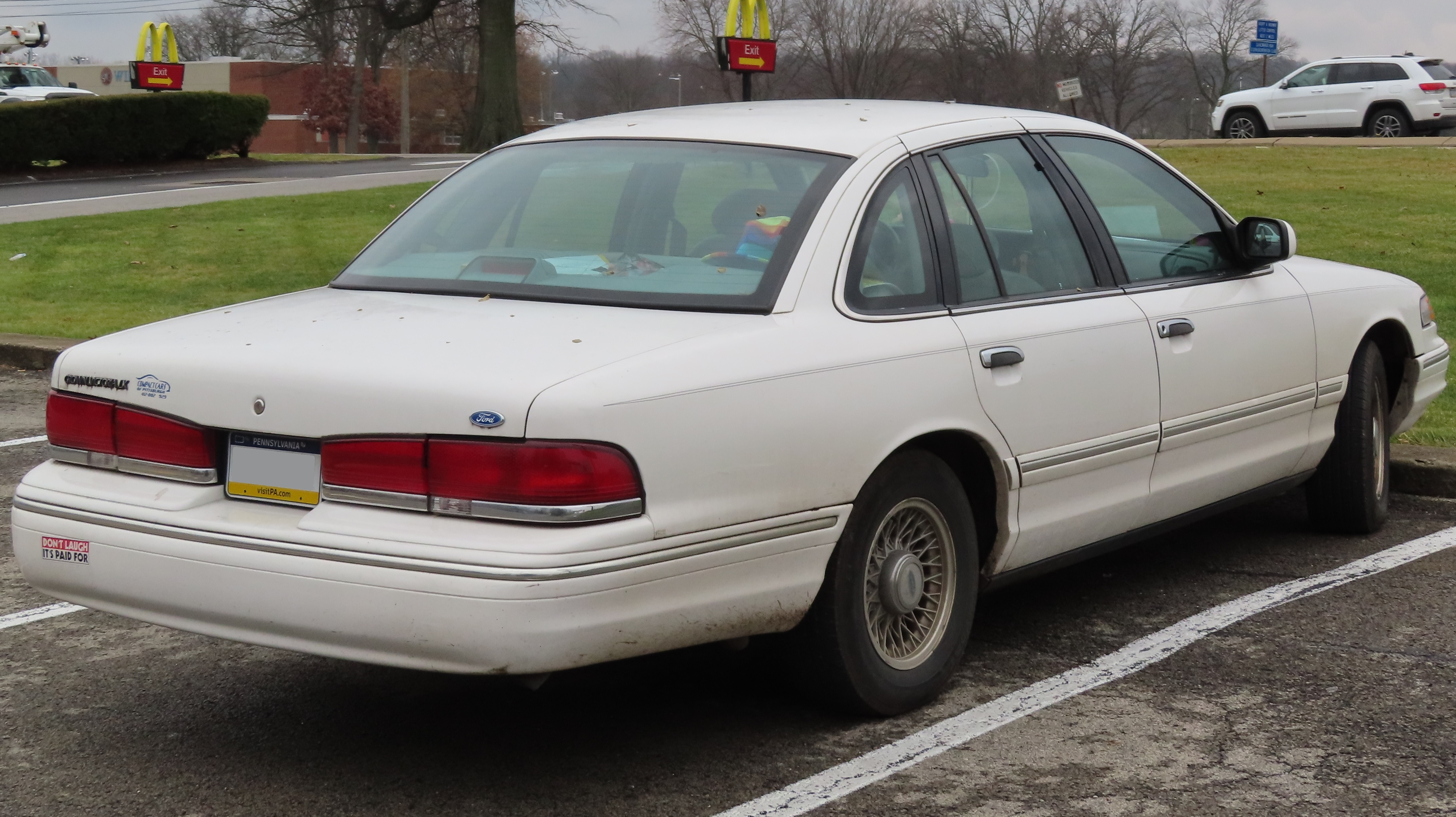
Heckansicht

## Crown Victoria (1997–2011)
Zum Herbst 1997 wurde eine neue Generation des Crown Victoria eingeführt. Sie orientierte sich weitaus stärker am Parallelmodell Mercury Grand Marquis. So wurde von diesem die Frontpartie mit angedeutetem Kühlergrill ebenso übernommen wie das Dach mit einer breiteren C-Säule. Nur für Taxibetriebe und nur in den USA erschien 2002 auch eine Version mit längerem Radstand. Nachdem bekannt wurde, dass sie dasselbe Problem bzgl. Brandgefahr bei Unfällen infolge der Anordnung des Benzintanks aufwies wie der Ford Pinto, erfuhr diese Modellgeneration Mitte 2003 ein Facelift.
Das Modell wurde bis August 2011 noch für die Polizei, die Feuerwehr sowie für Taxiunternehmen und nach Einstellung des Mercury Grand Marquis in einer zivilen Mietwagenversion angeboten.

### Fahrzeugdaten
In der letzten Modellgeneration verfügt der Crown Victoria über einen Radstand von 2,91 m und eine Gesamtlänge von 5,38 m, womit er in seinen Abmessungen sämtliche Serienmodelle deutscher Hersteller (mit Ausnahme des Maybach 57 und 62) übertrifft. Angetrieben wird der Crown Victoria von einem 4,6 Liter großen Achtzylinder-Ottomotor, der je nach Modellvariante zwischen 224 und 239 hp (167 und 178 kW) leistet.

Der Verbrauch der zivilen Modelle wurde von Ford zwischen 25 und 17 Meilen pro Gallone angegeben, was 9,4 bis 13,8 Liter auf 100 km entspricht.

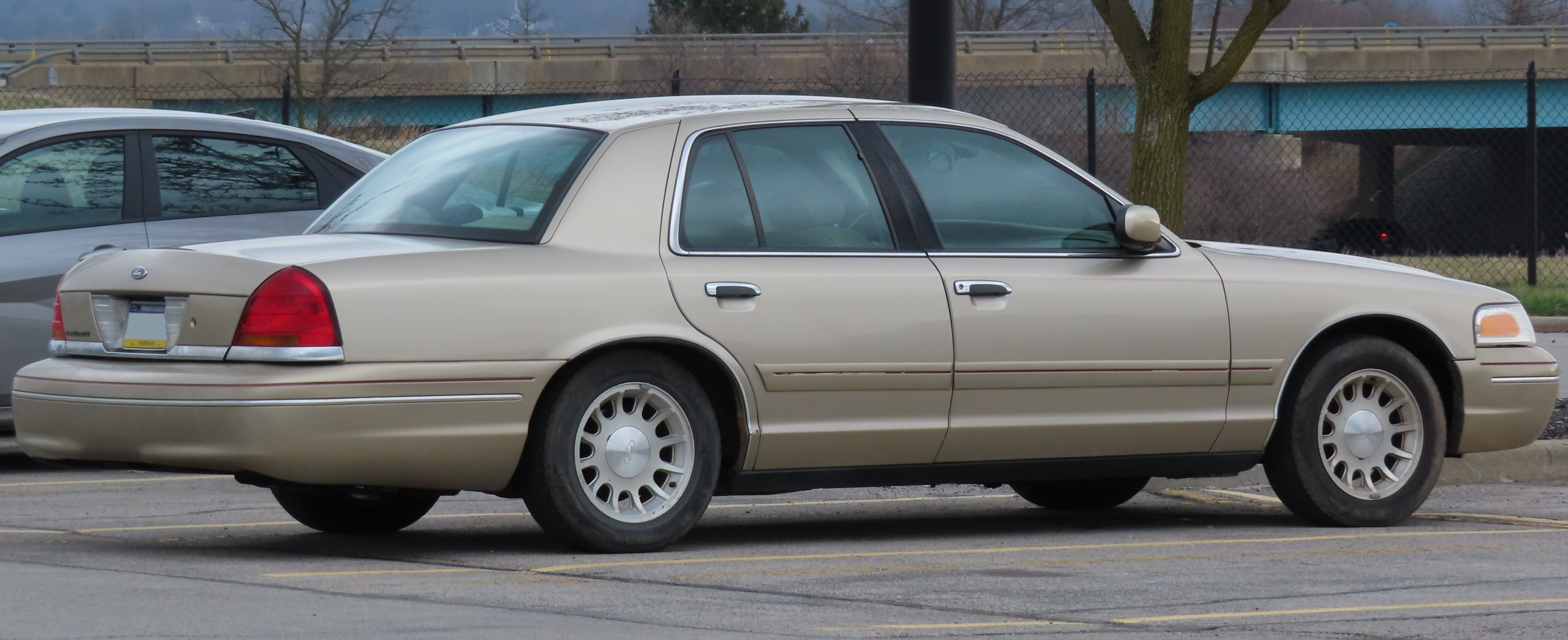
Heckansicht
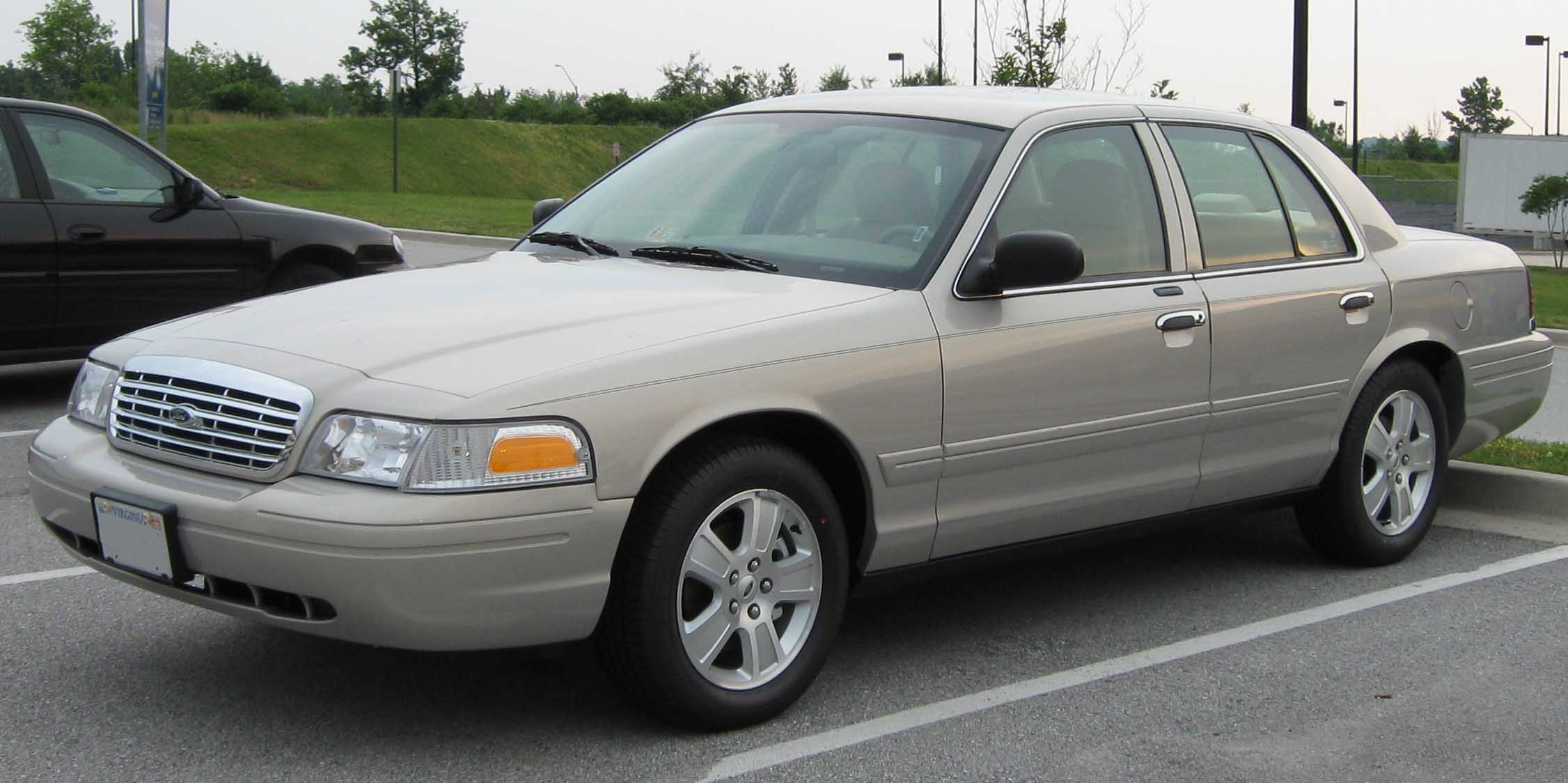
Ford Crown Victoria (2003–2011)
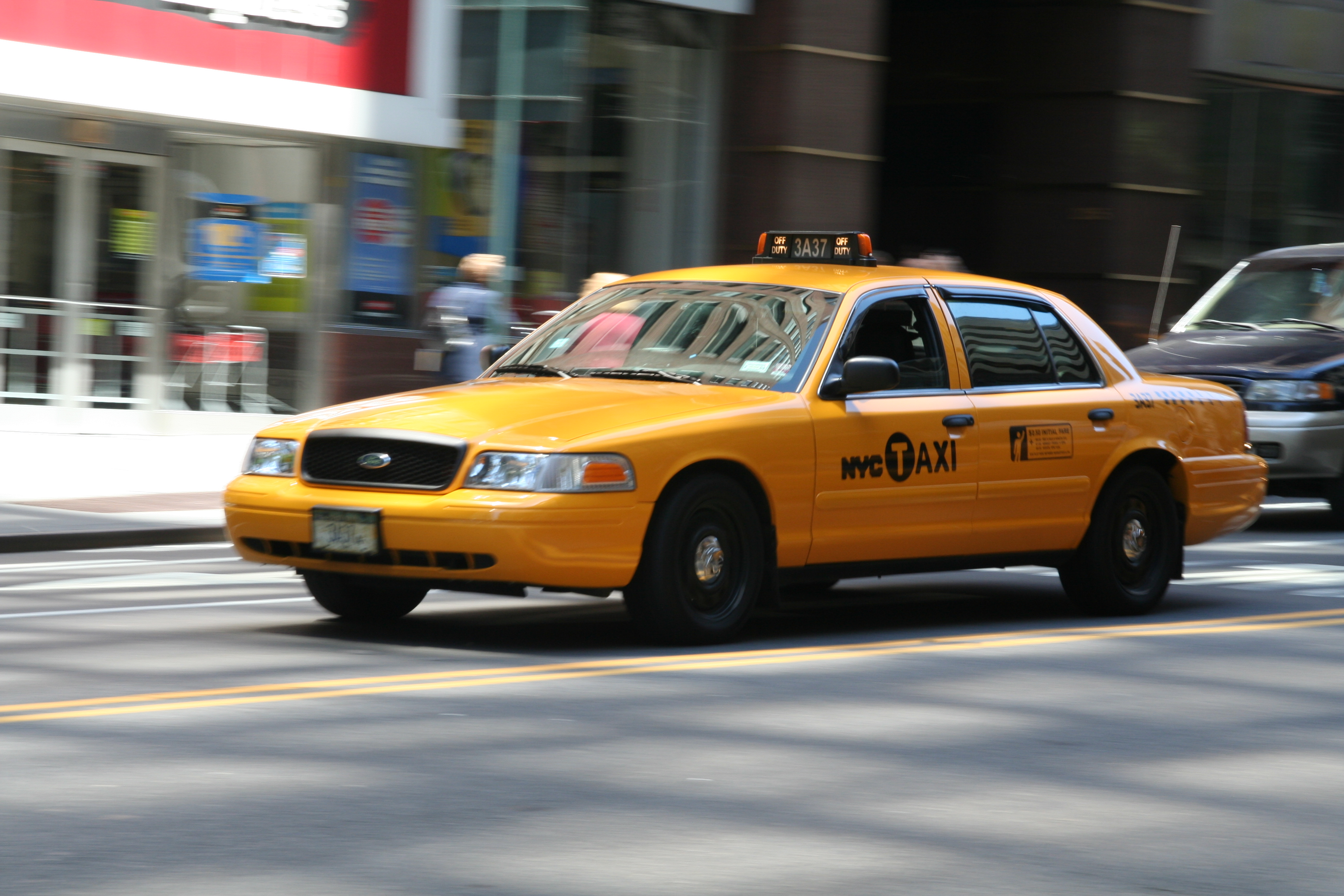
Bekannt ist der Ford Crown Victoria in langer Ausführung als Taxi, z. B. in New York City

## Behördenversion
Für Polizeibehörden produzierte Ford ein Modell mit dem Namen Ford Crown Victoria Police Interceptor (auch kurz CVPI, P71, P7B). Der Ford Crown Victoria entwickelte sich zu dem am weitesten verbreiteten Polizeifahrzeug von US-Sicherheitsbehörden und kanadischen Behörden. Zwei Modellreihen wurden von 1992 bis 2011 produziert.

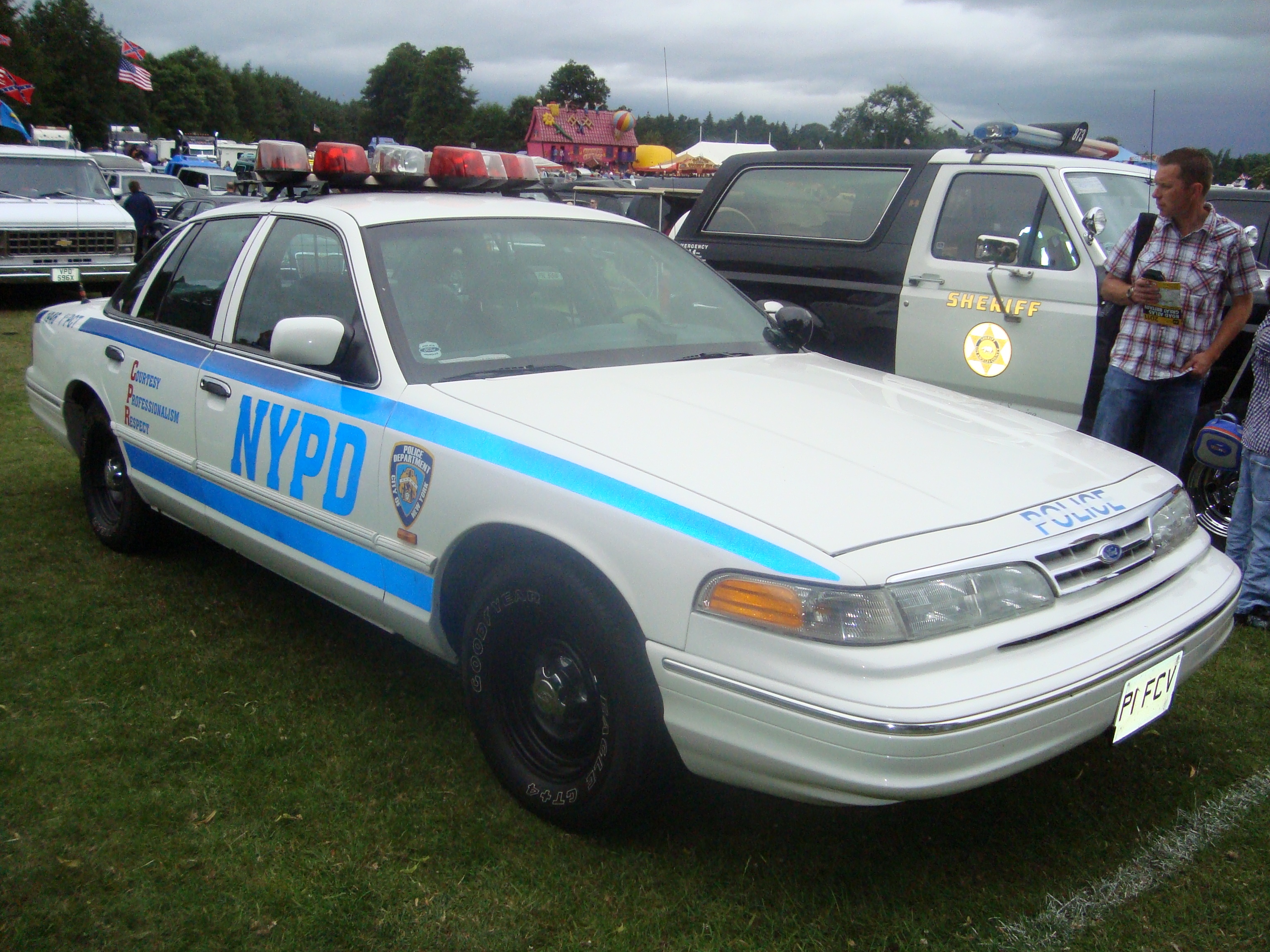
Ford Crown Victoria als Fahrzeug der New Yorker Polizei
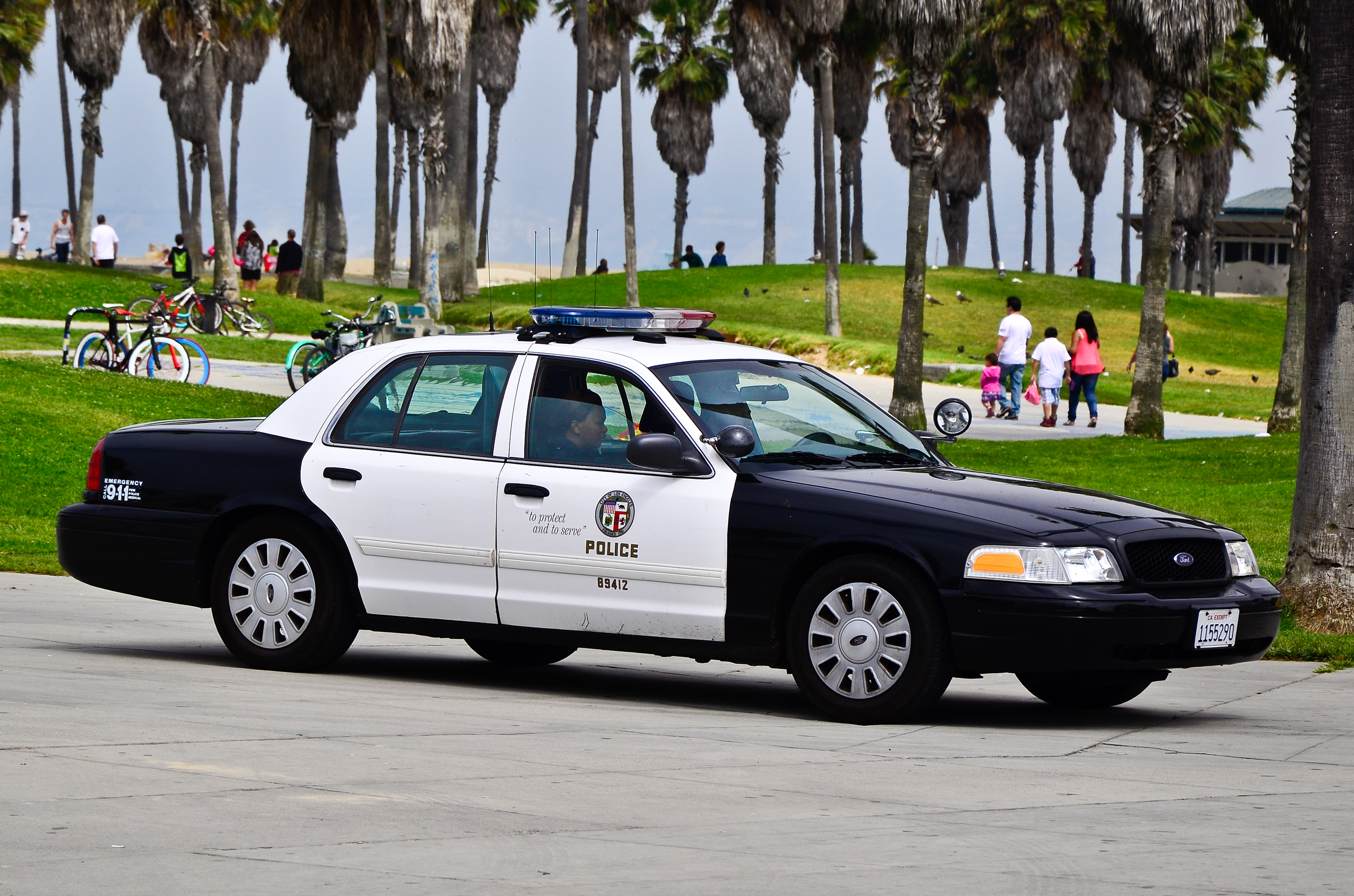
Ford Crown Victoria als Fahrzeug der Polizei von Los Angeles
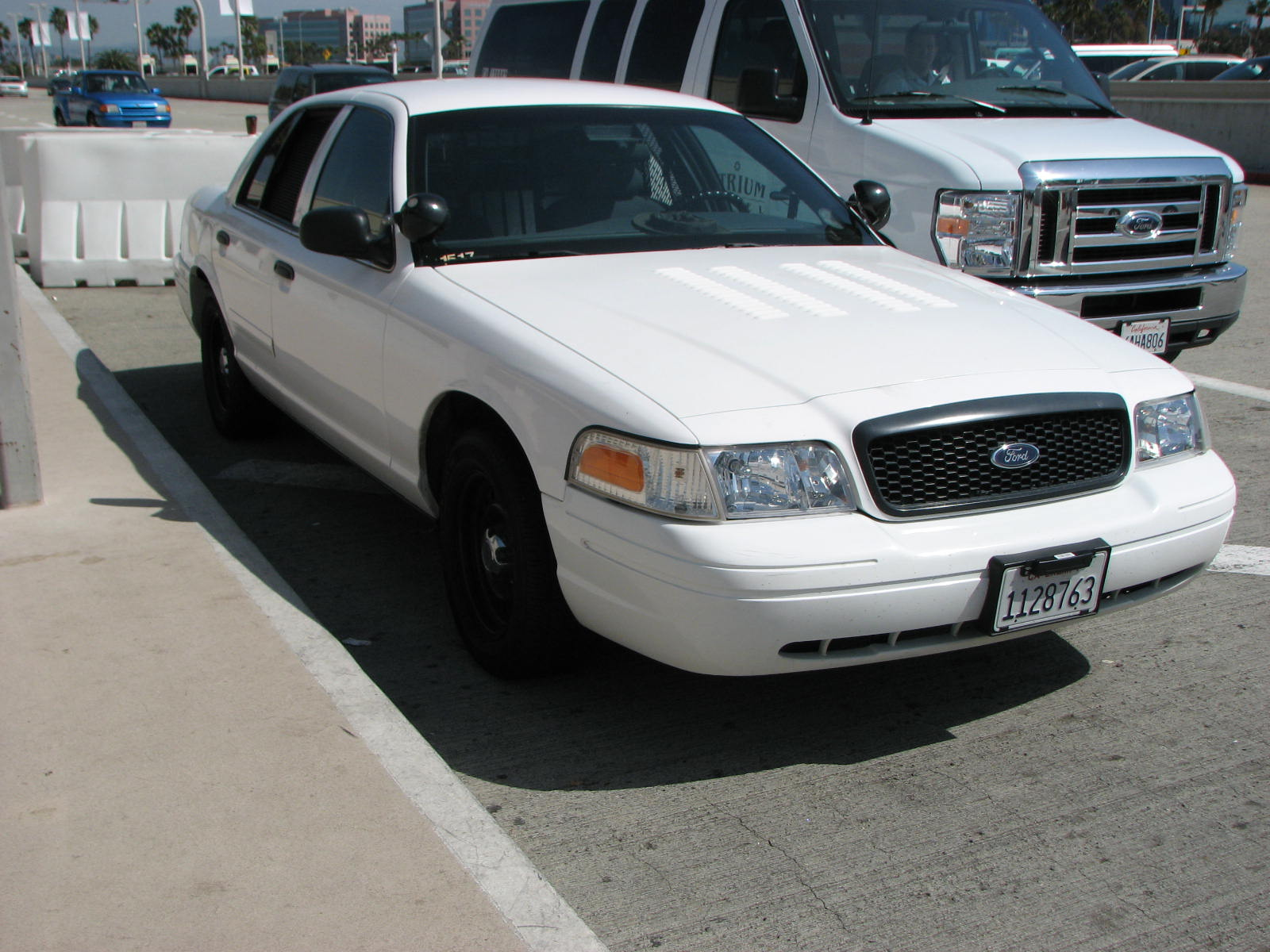
Zivilstreife

## Produktionsende in Nordamerika
Mit Schließung des Werks in St. Thomas (Ontario) am Eriesee am 31. August 2011 wurde die Produktion der Panther-Plattform in Nordamerika eingestellt. Einen direkten Nachfolger für den Crown Victoria gibt es nicht. Das nächstkleinere Modell, der Ford Taurus ist somit seitdem die größte Limousine im nordamerikanischen Ford-Modellprogramm.
Für die amerikanische Polizei ebenso wie für Taxiunternehmen, bei denen der Crown Victoria sehr beliebt war, wurden Sonderausführungen mit höherer Leistung gefertigt. In New York dominierte der Crown Victoria in der Taxiversion mit einem Anteil von ca. 90 Prozent als letztes Full-Size-Modell lange Zeit das Stadtbild der Metropole. Seit Ende 2013 ersetzt eine Taxiversion des Nissan NV200 den Crown Victoria.
| Motor:                                                  | 8-Zylinder-V-Motor (Viertakt), Bankwinkel 90°                                                   | 8-Zylinder-V-Motor (Viertakt), Bankwinkel 90°                                                   |
| Hubraum:                                                | 4606 cm³                                                                                        | 4606 cm³                                                                                        |
| Bohrung × Hub:                                          | 90,2 × 90 mm                                                                                    | 90,2 × 90 mm                                                                                    |
| Leistung bei 1/min:                                     | 167 kW (224 hp) bei 4800                                                                        | 178 kW (239 hp) bei 4900                                                                        |
| Max. Drehmoment bei 1/min:                              | 359 Nm bei 4000                                                                                 | 390 Nm bei 4100                                                                                 |
| Verdichtung:                                            | 9,4:1                                                                                           | 9,4:1                                                                                           |
| Gemischaufbereitung:                                    | Elektronische Einspritzung                                                                      | Elektronische Einspritzung                                                                      |
| Ventilsteuerung:                                        | OHC, Kette, 2 Ventile pro Zylinder                                                              | OHC, Kette, 2 Ventile pro Zylinder                                                              |
| Kühlung:                                                | Wasserkühlung                                                                                   | Wasserkühlung                                                                                   |
| Getriebe:                                               | Viergangautomatik Hinterradantrieb                                                              | Viergangautomatik Hinterradantrieb                                                              |
| Radaufhängung vorn:                                     | Doppeldreieckslenker, Schraubenfedern                                                           | Doppeldreieckslenker, Schraubenfedern                                                           |
| Radaufhängung hinten:                                   | Starrachse, Längs- und Schräglenker, Wattgestänge, Schraubenfedern                              | Starrachse, Längs- und Schräglenker, Wattgestänge, Schraubenfedern                              |
| Bremsen:                                                | Innenbelüftete Scheibenbremsen rundum (Durchmesser v/h 30,5/29,2 cm), Bremskraftverstärker, ABS | Innenbelüftete Scheibenbremsen rundum (Durchmesser v/h 30,5/29,2 cm), Bremskraftverstärker, ABS |
| Lenkung:                                                | Zahnstangenlenkung, servounterstützt                                                            | Zahnstangenlenkung, servounterstützt                                                            |
| Karosserie:                                             | Stahlblech, auf Leiterrahmen                                                                    | Stahlblech, auf Leiterrahmen                                                                    |
| Spurweite vorn/hinten:                                  | 1610/1660 mm                                                                                    | 1610/1660 mm                                                                                    |
| Radstand:                                               | 2915 mm LWB: 3068 mm                                                                            | 2915 mm LWB: 3068 mm                                                                            |
| Abmessungen:                                            | 5385 × 1985 × 1480 mm LWB: 5540 × 1985 × 1480 mm                                                | 5385 × 1985 × 1480 mm LWB: 5540 × 1985 × 1480 mm                                                |
| Leergewicht:                                            | ab 1860 kg                                                                                      | ab 1860 kg                                                                                      |
| Höchstgeschwindigkeit:                                  | ca. 225 km/h                                                                                    | ca. 225 km/h                                                                                    |
| 0–100 km/h:                                             | n. a.                                                                                           | n. a.                                                                                           |
| Verbrauch (Liter/100 Kilometer, EPA-Norm Stadtverkehr): | 13,1 S                                                                                          | 13,1 S                                                                                          |

## Zuverlässigkeit und Wartung

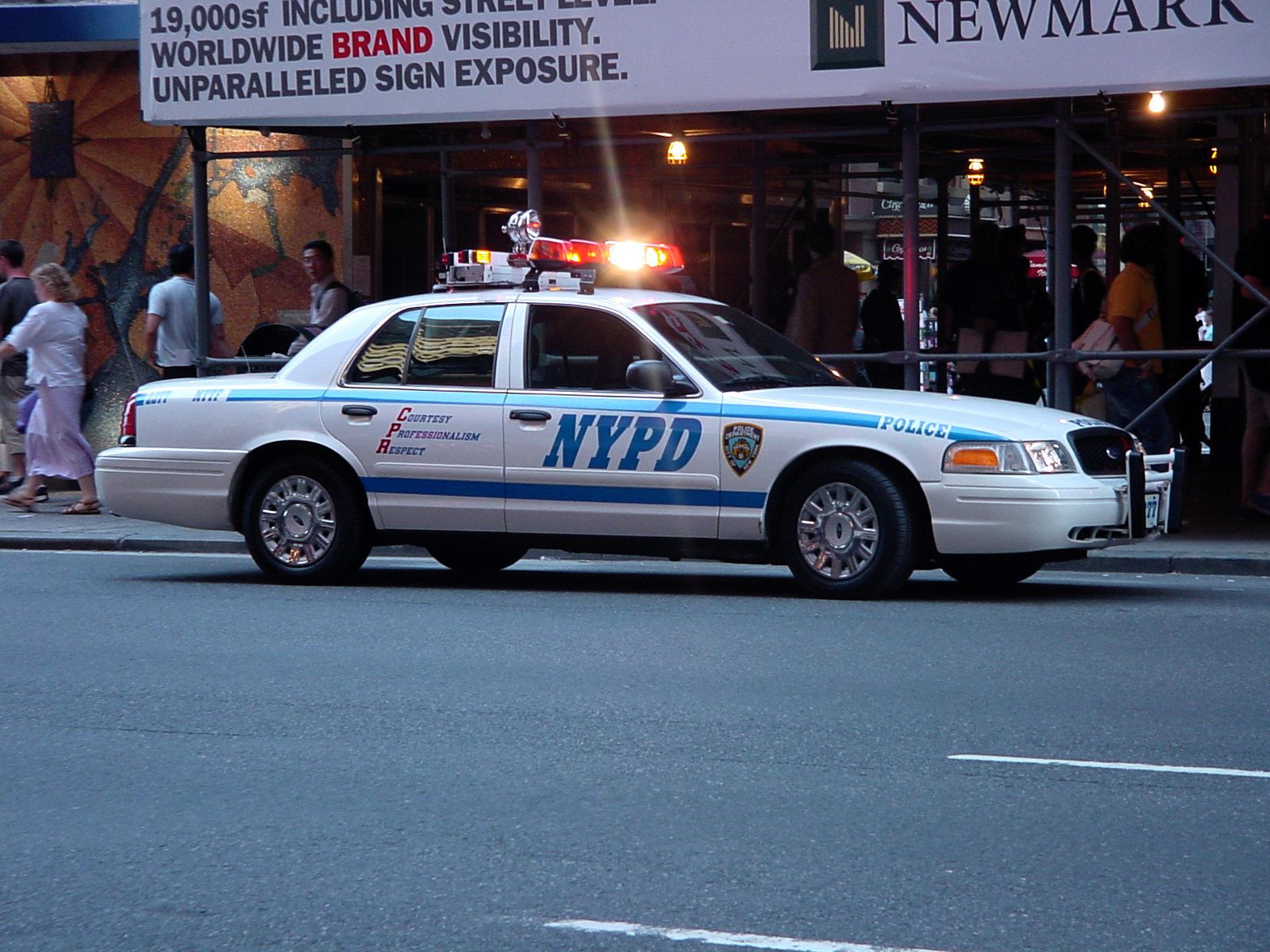
Fahrzeug der New Yorker Polizei

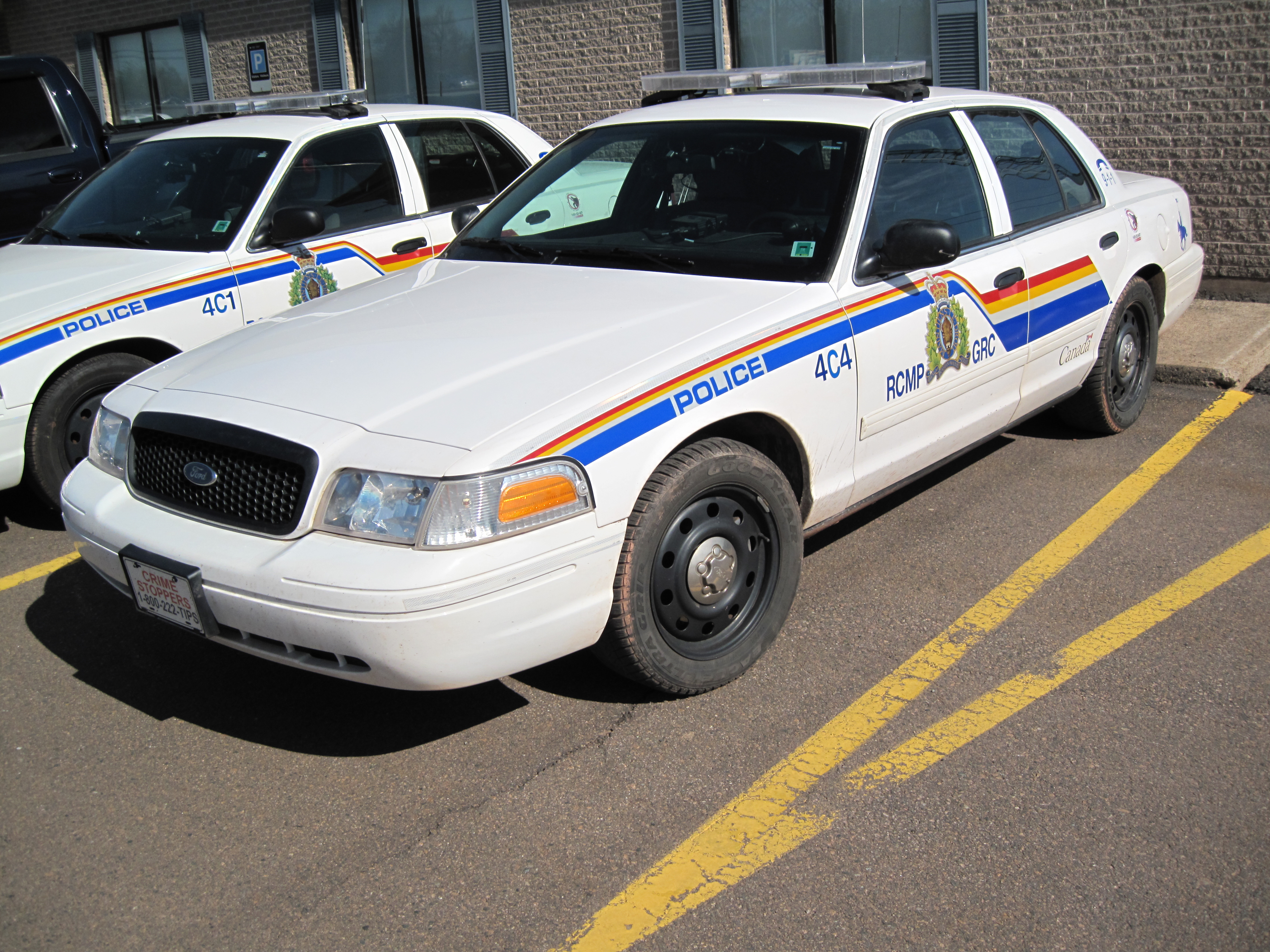
Fahrzeug der Royal Canadian Mounted Police

Wesentliche Argumente, warum der Crown Victoria nach wie vor bei der Polizei und den Taxiunternehmen so beliebt ist, sind die überdurchschnittliche Zuverlässigkeit und die geringen Unterhaltskosten. Trotz zuletzt miserabler Verkaufszahlen im Privatsektor erhielt der Crown Victoria regelmäßig Auszeichnungen als „Best Used Car Bet“ von diversen Fachpublikationen wie Edmunds.com und Consumer Reports.